# Castillo Kōriyama
El castillo Kōriyama (郡山城 Kōriyama-jō?) es una fortificación del siglo XVI en Yamatokōriyama, ciudad de la prefectura de Nara (Japón). En la actualidad se celebra un festival durante el florecimiento de los cerezos, cuyo origen se remonta al servicio fúnebre que consagraba las tumbas que forman los muros de la fortaleza.

## Historia
Tsutsui Junkei se trasladó al área y fundó el castillo en 1580, tras derrotar a Matsunaga Hisahide. En 1585, el hermano de Hideyoshi, Toyotomi Hidenaga, se mudó a la fortaleza y le aplicó mejoras para lograr un castillo moderno y a gran escala. Mashita Nagamori se mudó al castillo en 1595, pero lo abandonó tras perder en la Batalla de Sekigahara. El complejo estuvo en mal estado hasta el 1615, cuando Ieyasu mandó a Mizuno Katsushige al lugar para encargarle la reconstrucción de la fortificación. Yanagisawa Yoshisato se convirtió en señor del castillo en 1724; el clan Yanagisawa continuó gobernando la zona hasta la Restauración Meiji, cuando el castillo fue desmantelado.

## Arquitectura

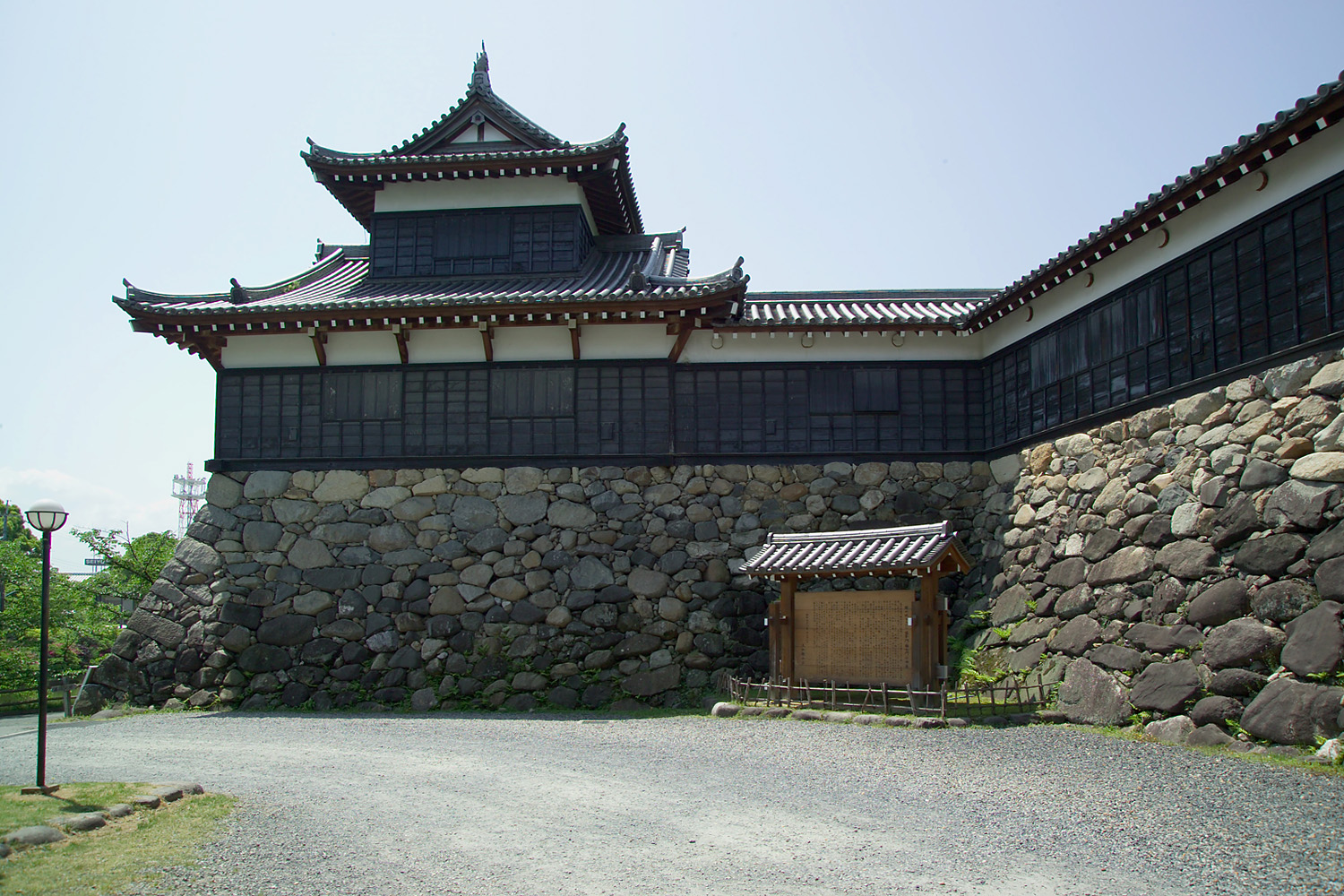
Una yagura y parte del muro del castillo.

Durante la remodelación de Toyotomi Hidenaga, la construcción del muro se vio interrumpida por la falta de materiales. Ante esto, Hidenaga tomó toda clase de piedras para terminar la barrera, entre ellas lápidas, grabados budistas, rocas de jardines y una estatua de Jizō, deidad asociada a la protección de infantes. Pese a que el tenshu (torre principal) desapareció durante el período Meiji, los muros, fosas interiores y exteriores perduraron. Se han reconstruidos varias yagura (torres) y puertas de acceso.

## Festivales

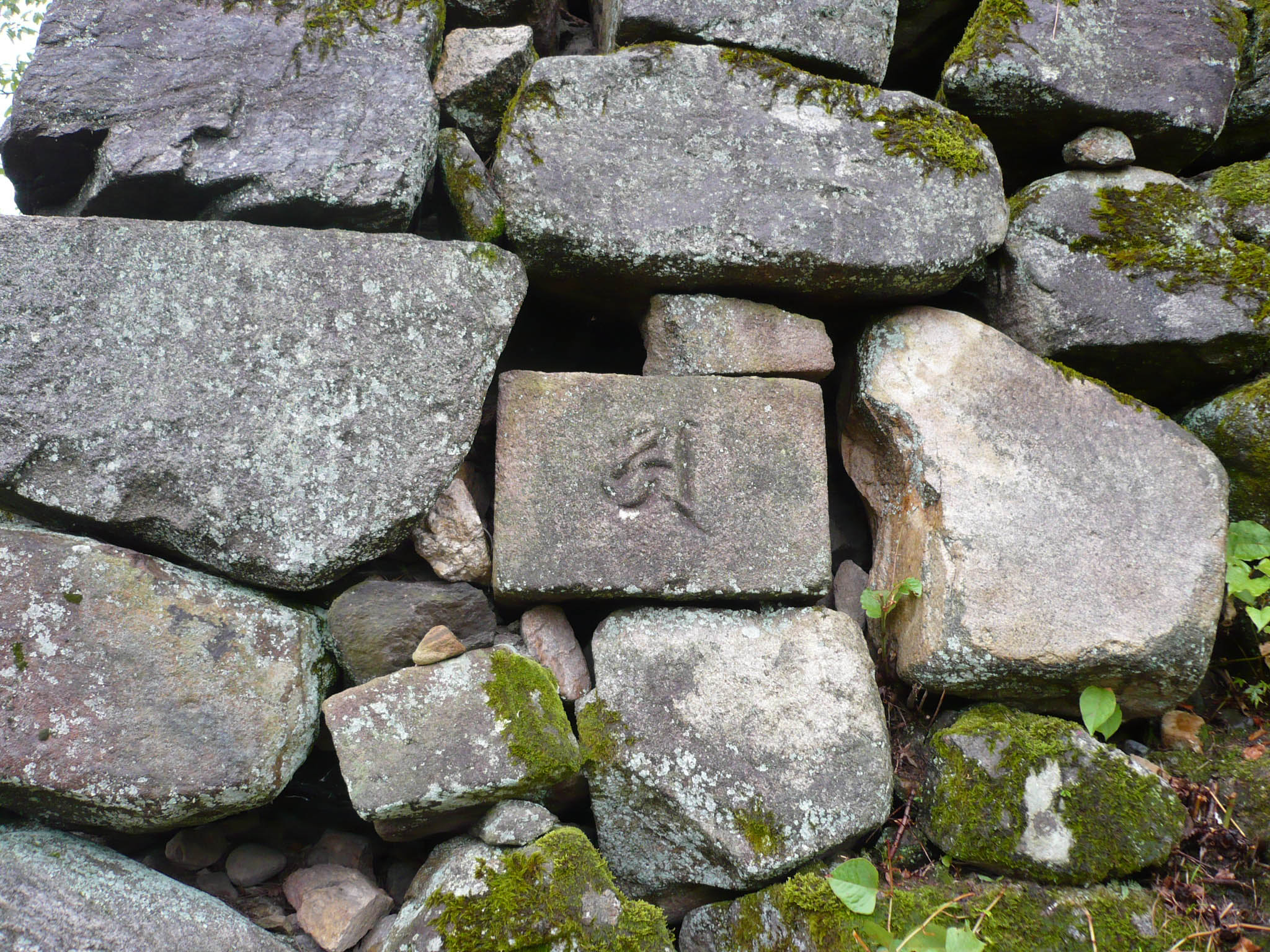
Una piedra de un templo budista usada para la construcción del muro.

Cada año los lugareños celebran el Festival del Castillo de Yamato Kōriyama, según las creencias locales, para ahuyentar los malos espíritus a causa de la construcción del muro a base de piedras sagradas. Durante la conmemoración los visitantes visten ropajes tradicionales y se lleva a cabo una feria de peces de colores (característica típica de la ciudad) en el santuario Yanagisawa.